# Augenmarienkäfer

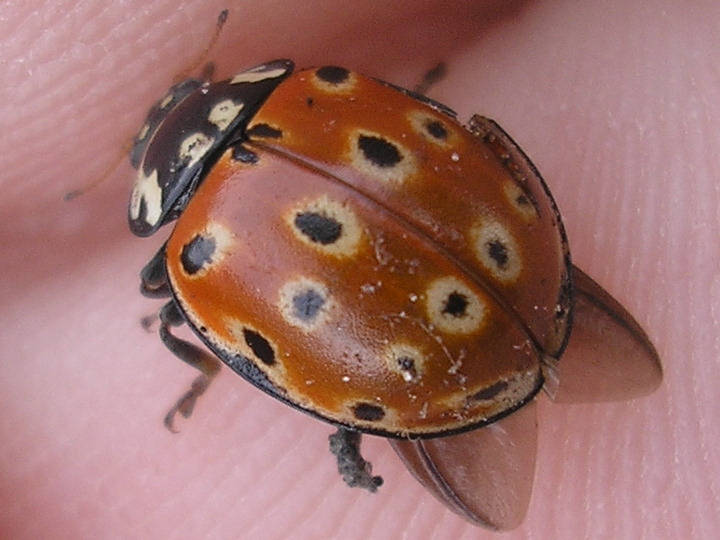

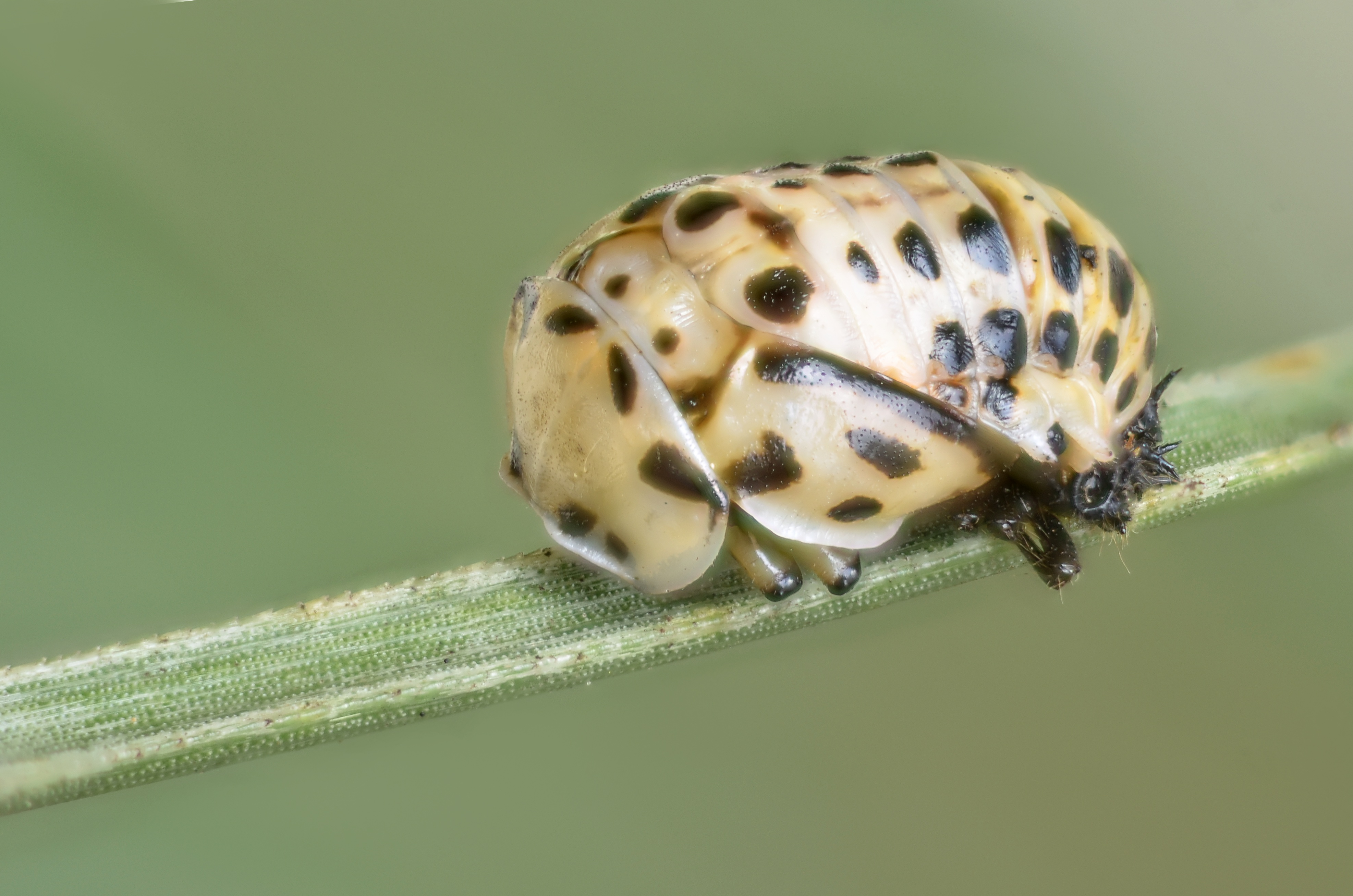
Puppe

Der Augenmarienkäfer oder Augenfleck-Marienkäfer (Anatis ocellata) ist ein Käfer aus der Familie der Marienkäfer (Coccinellidae). Es handelt sich dabei um den einzigen Vertreter der Gattung Anatis in Mitteleuropa.

## Merkmale
Die mit acht bis neun Millimetern Länge größten mitteleuropäischen Marienkäfer haben einen breiten, leicht ovalen und gewölbten Körper. Ihre Körperoberseite ist fein punktförmig strukturiert. Ihre Färbung ist sehr variabel. Auf ihren orange bis rot gefärbten Deckflügeln kann man je 10 schwarze, gelblich gesäumte Flecken erkennen, bei denen mitunter der schwarze Kern auch fehlen kann. Der Halsschild ist schwarz gefärbt und hat vorne einen hellgelben Rand, der beidseits in einen unregelmäßigen hellgelben Fleck ausläuft. Vor dem Schildchen (Scutellum) sitzen zwei weitere hellgelbe, kleine Flecken. Der Kopf ist schwarz und hat zwischen den Facettenaugen zwei hellgelbe Flecken. Ihre Fühler sind hellbraun, ihre Beine überwiegend dunkelbraun gefärbt, die Tibien und Tarsen sind etwas heller.

## Vorkommen
Die Tiere kommen in Europa und Asien außer im hohen Norden vor und sind außerdem in Nordamerika eingeschleppt worden. Sie leben in Nadelwäldern in tiefen Lagen bis an die Waldgrenze. Sie sind regional häufig bis sehr häufig.

## Lebensweise
Der Käfer ernährt sich vor allem von Blattläusen auf verschiedenen Nadelgehölzen, insbesondere von Arten der Familien der Lachnidae, Adelgidae und Röhrenblattläusen (Aphididae), sie fressen aber auch Larven von Blattwespen und Raupen von Schmetterlingen. Die Imagines überwintern in Gruppen in der Bodenstreu oder in Rindenritzen. Man findet sie dann meist auf Fichten und gemeinsam mit Vierfleckigen Kugelmarienkäfern.